# Mass Effect 2
『Mass Effect 2』（マスエフェクト ツー）は、Xbox 360・PlayStation 3・Windows用のサードパーソンビュー･シューテングゲーム(TPS)系アクションRPGソフト。開発元はバイオウェア。

## 概要
Mass Effect3部作の2作目として設定されている。前作の中でジョン/ジェーン・シェパードの活躍によって、人類が銀河系を構成する異種族間からも認められる形となった後の世界を描く。
開発のバイオウェアが2007年にエレクトロニック・アーツ傘下に収められたため、発売元がエレクトロニック・アーツに変更された。
ゲーム界のアカデミー賞とも呼ばれる「AIAS Game of the Year」を受賞している。
2010年9月8日に開催された「Xbox 360 Media Briefing 2010」にて、日本でのXbox 360版の発売が正式に発表された。国内販売元はマイクロソフト。2011年1月13日に発売。
2011年にPlayStation 3へ一部のDLCを追加して移植された。
2012年3月に本作の続編にしてMass Effect3部作の最終作となる『Mass Effect 3』が発売された。

## ストーリー
エデン・プライムから始まるゲスとの戦いは、その背後に潜む存在「リーパー」による侵攻の序章でしかなかった。
元スペクター、サレンによるシタデル侵攻から少し後、ノルマンディー号は突然何者からかの襲撃を受け、船は壊される。シェパード少佐は宇宙に放り出されそのまま死亡するが、別の何かが彼の遺体を回収していた。それから2年後、シェパードは医療施設で目を覚ます。彼を助けたのは人類の地位向上のためならばどんな卑劣なことでも行う秘密組織「サーベラス」によるものだった。
サーベラスの長であるイルーシブマンはシェパードが眠っている2年の間に、コロニーから突然人類が失踪する事件が相次いでいること、その真実はサーベラスのみが知ると伝え、協力を要請する。懐疑的ながらも真実を追究するために協力することになったシェパードにサーベラスは彼専用の新しい船を授ける。軍を辞めサーベラスに加入したジョーカーと共に船を『SR-2 ノルマンディー号』と命名する。
手始めについ最近、失踪事件があったフリーダムプログレスへ向かうシェパード。そこで唯一の生存者であるクォリアンのヴィトールを見つける。彼の撮った映像にはコレクターと呼ばれる謎の多い種族が写っており人間達を拉致していた。その技術力の高さから背後にリーパーの存在があると考えるイルーシブマンはコレクターの調査をシェパードに依頼する。コレクターの本拠地はオメガ４リレイと言われるマスリレイの先にあるとわかっているがそこを通った船は戻ってこないと言われる為、まず安全に通過する方法の捜索と突入の為の部隊を編成することにしたシェパード。部隊のメンバーを探す中、イルーシブマンからコレクターの攻撃の兆候を捉えたと連絡が入る。次の目標である惑星ホライゾンに向かったシェパードはコレクターを発見し撃退に成功する。
その後、撃退したコレクターの船が宇宙空間で停止状態でいるとイルーシブマンから連絡が入る。情報を得る為、船に潜入するがそれは罠であり攻撃を受けるがシェパード達は何とか脱出する。イルーシブマンは罠であることを感づいていたが情報を得る為、あえて黙っていたことを知りシェパードは不信感を抱くが手に入れた情報によりオメガ４リレイを安全に通過するためのリーパーIFFの存在を知る。半壊しているリーパーの中にあることを知ったシェパードはIFF回収に向かう。
IFFによるとコレクターの基地の場所は銀河系のど真ん中にあることが分かる。IFFの解析を待つ間、シェパードはチームを連れて小型船で任務へ向かうがIFFに仕込まれていたウイルスによりコレクターにノルマンディーの位置がばれジョーカー以外の乗組員が全員攫われる。IFFの解析が終わり、突入の準備が出来たシェパードはオメガ４リレイを通ってコレクター基地へ突入する。基地では何万人もの人間が攫われておりその中枢部では攫った人間を材料として人型のリーパーが製造されていた。シェパードはこの基地を破壊もしくはイルーシブマンの提案を受け確保することにする。脱出しようとしたところ、製造途中の人型リーパーが起動し襲い掛かるが何とか破壊したシェパード達はコレクター基地から脱出し、間近に迫るリーパー襲来に備える。
DLC：来襲
シェパードは連合のハケット提督からバタリアンに捕えられたアマンダ博士の救出を依頼される。博士はバタリアン宙域でリーパーに関する情報を掴んでおり情報を得る為、シェパードは博士を救出。博士によるとオブジェクト・ローと呼ばれる遺物から暗黒宙域にいたリーパー達がこの宙域にあるマスリレイ、アルファリレイまで後2日ほどの距離まで迫っていることを知ったという。それを阻止するためマスリレイに小惑星をぶつけて破壊しようとしたことにより博士は捕えられていた。
計画実行の為、準備をしている基地へ案内してもらうシェパードであったがそこにあったのは剥き出しで置かれていたリーパーの遺物であった。嫌な予感のするシェパードであったがその予感は的中しすでにリーパーの洗脳下にいたアマンダ博士を含む研究チームはシェパードを捕える。目を覚ましたシェパードはリーパー襲来まで既に2時間足らずと知り、基地のブースターを起動させ小惑星をリレイに向けて発射する。アマンダによる妨害を阻止したシェパードはノルマンディーに回収を要請。そこへリーパー達の親玉であるハービンジャーのホログラムが現れ宣戦布告をする。シェパードは必ずお前たちを阻止すると伝えバタリアン宙域から脱出。直後、小惑星はアルファリレイに衝突し宙域全体を巻き込む大爆発が起きる。リーパーの侵略を遅らせることには成功したもののこの爆発で大勢のバタリアンが犠牲となりシェパードは近いうちに軍法会議に掛けられることになる。

## 登場人物
主要人物
ジョン・シェパード（ジェーン・シェパード）
声：マーク・ミール（男性版）/ジェニファー・ヘイル（女性版）
本編の主人公で元スペクター。2年前の謎の襲撃で死亡扱いとされたが、サーベラスの手により巨額の費用を投じてクローンではない方法で再生された。今作では便宜上サーベラスと協力関係にあるが、サーベラスに入ったというわけではない。前作のクリアデータがあれば前作での行動に沿った台詞など、展開が微妙に変わるようになっている。
再生に際して顔に傷跡が残っているが、これは船のアップグレードで修復できる施設が追加されるため、治すことは可能。
ファーストネームは自由に設定可能であり、男性選択時の初期設定名はジョン・シェパード、女性の場合はジェーン・シェパードとなっている。なお劇中では一貫して「シェパード」と呼ばれる。
ミランダ・ローソン
声：イボンヌ・ストラホフスキー
サーベラスに所属する人間の女性。裕福な家庭で育ったが、父親から最高クラスの教育と訓練を施された。テックおよびバイオティックのスペシャリストとしてシェパードに同行する。イルーシブマンとサーベラスの理想に心酔し、確固たる信念を持つ。任務遂行のためにシェパードを再生させる計画の中心人物でもあった。
ジェイコブ・テイラー
声：アダム・ラザール・ホワイト
サーベラスでシェパードのために用意された施設で警備を担当していた人間の男性。エデン・プライムの惨劇で生き残っていた海兵隊員の一人でもある。サーベラスとは目的が一致しているため、協力しているに過ぎない。
ギャレス・ヴァカリアン
声：ブランドン・キーナー
トゥーリアンの男性。C-Secに勤務していた元刑事で優秀な狙撃手。裏社会の捜査や破壊工作に長け、犯罪組織のアジトに対するゲリラ戦を仕掛けた経験を持つ。 かつてはノルマンディーのクルーの一員としてシェパードと共に活躍していた。今作ではテルミナス宙域の犯罪の元凶と戦うことを選び、巷では「アークエンジェル」と呼ばれている。現在は複数の傭兵団に追われる身となっている。
モーディン・ソーラス
声：マイケル・ビーティー
サラリアンの男性。天才的な頭脳を持つ科学者。かつてはサラリアン特殊部隊に所属していた。クローガンの出生率を大幅に抑えるジェノファージ技術の開発者であり、これによってクローガンの出生率は99.9％減少した。道徳より科学的原則を規範にしているがジェノファージを生み出した罪の意識は感じており、その償いのためシェパードと行動を共にする。
ジャック（サブジェクト・ゼロ）
声：コートニー・テイラー
あらゆる犯罪に手を染めた女性。銀河一の犯罪者と呼ばれ、現在は刑務所に収監されている。人を一人殺す毎にタトゥーを入れており、今や全身がタトゥーに覆われている。野蛮かつ暴力的で情緒不安定な性格ではあるが、強力なバイオティクスの使い手。どんな犯罪も可能にする能力の高さ、鋼鉄のように固い意志と、敵を倒すという強い決意を持つ。幼少時はサーベラスの研究所で人体実験の被験者となっており、そのためサーベラスを恨んでいる。
グラント
声：スティーブ・ブルーム
オキアーによって人工的に製造されたクローガン。究極のクローガン、および最強の戦士をテーマとして設計された。ずっとタンクの中で生活してきたため、戦闘に関すること以外の周囲の事情はほとんど理解できない。血気盛んで好戦的ではあるが理知的な一面も持つ。しかしクローガンの血が暴走し、自分が抑えられなくなることもある。
セイン・クリオス
声：キース・ファーレイ
ドレルの男性。凄腕の暗殺者。完全無欠の殺人者として鍛錬を続け、恐るべき技術と経験を持つ、比類なきアサシンとして銀河中で恐れられている。禁欲的で冷徹な性格。かつては金次第で依頼を請け負っていたが、自身のモラルと信仰に基づき、自らが敵と定めた標的を選ぶようになる。徒手格闘とバイオティックの達人であり、臨機応変でどんな窮地も切り抜けられる。不治の病に侵されており、余命は残り少ない。
サマラ
声：マギー・バード
アサリ・ジャスティカの女性。銀河の秩序の乱れを正すため、子孫を持つことと現世での欲を捨てている。非常に強力なバイオティックの使い手。常に堂々と落ち着いて振る舞う。3人のアルダット・ヤクシ（子孫を生む際に相手に害をなす性質を持つアサリ）の母親であり、そのうちの一人は凶悪な犯罪者であるため、この手で始末するために捜査を行っている。
タリゾラ・ヴァス・ニーマ
声：リズ・スローカ
クォリアン族の女性。周囲からは「タリ」と呼ばれる。かつてはノルマンディーのクルーの一員だった。前作では「タリゾラ・ナ・ラーヤ」という名だったが、成人の儀式を完了しこの名となった。行動的な性格をしており、一般的なクォリアン族と同様機械のスペシャリスト。その設計能力と技術力を買われ、クォリアン船団でも重要で尊敬されるメンバーとなっている。その能力をサーベラスに買われ、再びシェパードと行動を共にする。
ザイード
声：ロビン・サックス
人間の男性。古参の傭兵で、テルミナス宙域で最も危険な賞金稼ぎという評判を得る前には連合軍にいた。20年もの間利益を求めて戦場を駆けめぐったが、今では血なまぐさい傭兵仕事から足を洗いたいと思っている。
カスミ・ゴトウ
声：キム・レーン
神出鬼没の女怪盗。常にフードで顔を隠している。その素顔、経歴と共にほとんど不明。サーベラスに加入する対価として、危険な犯罪者ドノヴァン・フックの金庫に侵入する計画を手助けすることをシェパードに要求する。

## ダウンロードコンテンツ
2011年8月2日、Xbox 360版のダウンロードコンテンツ「カスミ：奪われた記憶」が配信された（560MSP）。配信を開始して間もなく配信は中止された。公式発売元であるエレクトロニック・アーツジャパンによるとこのダウンロードコンテンツの配信は誤って行われたものであるとのことである。返金などの対応は多くの問い合わせがあったと発表されているが七ヵ月後の2012年2月3日まで配信直後に配信が中止された直後のFAQ（削除済み）以降説明はされていなかった。
なお予定されていた今後のダウンロードコンテンツについても、開発元のBiowareが開発の中止を決定したので配信されないことになった。
またこのダウンロードコンテンツに伴うタイトルアップデートによって追加された実績の解除は実質不可能になった。